# پتروپاولوفکا (شهرستان ملئوزوفسکی، باشقیرستان)
پتروپاولوفکا (انگلیسی: Petropavlovka, Meleuzovsky District, Republic of Bashkortostan) یک شهرک در شهرستان ملئوزوفسکی استان باشقیرستان کشور روسیه است.